# Schwingt freudig euch empor
Schwingt freudig euch empor (Élevez-vous avec allégresse), BWV 36, est une cantate sacrée de Johann Sebastian Bach. Il la compose à Leipzig en 1731 pour le premier dimanche de l'Avent, en reprenant de matériel de précédentes cantates de félicitations, à commencer par Schwingt freudig euch empor, BWV 36c (1725). L'évangile du dimanche est consacré à l'« entrée à Jérusalem », aussi l'ambiance de l’œuvre profane correspond-elle aux « cris jubilatoires du peuple de Hosanna ». Dans une structure unique dans les cantates de Bach, il interpole quatre mouvements issus de l'ancienne œuvre avec quatre strophes de deux cantiques importants pour l'Avent afin d'ajouter un accent liturgique, trois des Nun komm, der Heiden Heiland de Luther et une du Wie schön leuchtet der Morgenstern de Philipp Nicolai. Il dirige la cantate dans sa forme finale de huit mouvements en deux parties le 2 décembre 1731.

## Histoire et livret
Bach compose la cantate en 1731 à Leipzig, pour le premier dimanche de l'Avent, début de l'année de l'église luthérienne. Pour cette destination liturgique, deux autres cantates ont franchi le seuil de la postérité : les BWV 61 et 62. À Leipzig, c'est le seul dimanche de l'Avent où une cantate peut être jouée alors que le tempus clausum (« période de repos ») est observé les trois autres dimanche. Les lectures prescrites pour ce jour de fête proviennent de l'épître aux Romains, « la nuit est avancée, le jour viendra » 13, 11–14), et de l'Évangile selon Matthieu, l'entrée à Jérusalem (21, 1–9).
Bach base des parties de la musique sur une cantate profane du même nom, Schwingt freudig euch empor, BWV 36c, qu'il a composée pour l'anniversaire de Johann Burckhard Mencke, professeur de l'université de Leipzig et qu'il a donnée pour la première fois au printemps 1725, en avril ou mai. Picander, l'auteur du texte, la modifie pour une cantate de félicitations adressée à la princesse Charlotte Friederike Wilhelmine d'Anhalt-Köthen, seconde épouse du prince Leopold d'Anhalt Coethen, Steigt freudig in die Luft, BWV 36a, jouée pour la première fois le 30 novembre 1726. Plus tard, peut-être le 28 juillet 1735, Bach reprendra la version BWV 36c pour un ultime opus, Die Freude reget sich, BWV 36b, destinée au juriste Johann Florens Rivinius, recteur de l'université de Leipzig.
Bach transforme la musique profane en une cantate pour le premier dimanche de l'Avent, d'abord en combinant quatre mouvements et en ajoutant simplement un choral, la dernière strophe de Wie schön leuchtet der Morgenstern. Le librettiste de cette adaptation, qui reste proche de la cantate profane sans référence aux lectures, est inconnu. Klaus Hofmann note que l'ouverture jubilatoire correspond à l'Évangile de l'entrée à Jérusalem avec « les cris Hosanna du peuple en liesse »l. La date de l'adaptation n'est pas sûre car la version n'existe que dans une copie de Christoph Nichelmann, un élève de Bach.
En 1731 enfin, Bach retravaille considérablement la cantate et écrit une nouvelle partition. Il interpole les arias non pas avec des récitatifs mais avec trois strophes du cantique de Luther pour l'Avent, Nun komm, der Heiden Heiland. Ce principal cantique pour le premier dimanche de l'Avent a déjà ouvert sa cantate pour la même occasion en 1714, Nun komm, der Heiden Heiland, BWV 61, et il l'a utilisé comme base pour sa cantate chorale Nun komm, der Heiden Heiland (BWV 62), en 1724. Les strophes du cantique « servent à ancrer la cantate dans une certaine mesure dans l'histoire de l'Avent, et à lui donner un effet liturgique et une orientation claire ». John Eliot Gardiner la qualifie de « structurellement inhabituel ». Bach divise la cantate en deux parties à exécuter avant et après le sermon, clôt la première partie avec une strophe du cantique de Nicolai. Compte tenu du contexte, il remplace la septième strophe, qui clôt toute la cantate, par la sixième strophe et achève la deuxième partie de la dernière strophe par l'hymne de Luther,,.
Bach dirige la cantate pour la première fois le 2 décembre 1731, une semaine après Wachet auf, ruft uns die Stimme, BWV 140.

## Structure et instrumentation

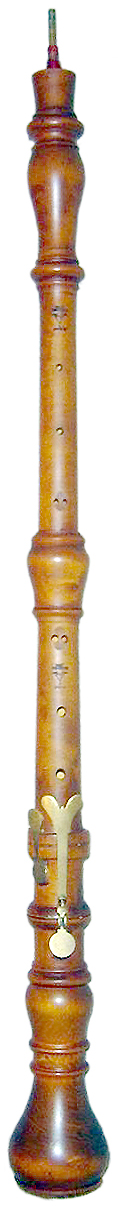
Hautbois d'amour baroque.

La cantate est écrite pour deux hautbois d'amour, deux violons, alto et basse continue avec trois voix solistes (soprano, ténor, basse) et chœur à quatre voix. Son interpolation de chœur et d'arias de chorals est unique dans les cantates de Bach.
Il y a huit mouvements répartis en deux parties égales :
1re partie
1. Chœur : Schwingt freudig euch empor
2. Choral (soprano, alto) : Nun komm, der Heiden Heiland
3. Aria (ténor) : Die Liebe zieht mit sanften Schritten
4. Choral : Zwingt die Saiten in Cythara
2e partie
5. Aria (basse) : Willkommen, werter Schatz!
6. Choral (ténor) : Der du bist dem Vater gleich
7. Aria (soprano) : Auch mit gedämpften, schwachen Stimmen
8. Choral : Lob sei Gott dem Vater ton

## Musique
Cantate unique dans la production de Bach avec sa structure d'arias combinées avec un choral à la place de récitatifs. Jouée une semaine après Wachet auf, ruft uns die Stimme, BWV 140, elle montre l'accent mis par le compositeur sur le choral, même au-delà de son deuxième cycle de cantates chorales commencé en 1724.
Le chœur d'ouverture est ouvert par une ritournelle, dominée par deux motifs contrastés : les cordes jouent une courte figure s'élevant en triolets, les hautbois d'amour jouent une vaste mélodie. Comme dans le modèle profane, le mouvement est en deux parties similaires, constituées chacune de deux parties contrastées, Schwingt freudig euch empor zu den erhabnen Sternen (« Élevez-vous joyeusement vers les étoiles exaltées ») et Doch haltet ein! (« Arrête pourtant! »). La voix de basse, le registre le plus bas, entre en premier, suivie par le ténors, l'alto et la soprano. Cette séquence ascendante reflète également le texte : « s'élancer vers le ciel », littéralement « se balancer vers le haut ».

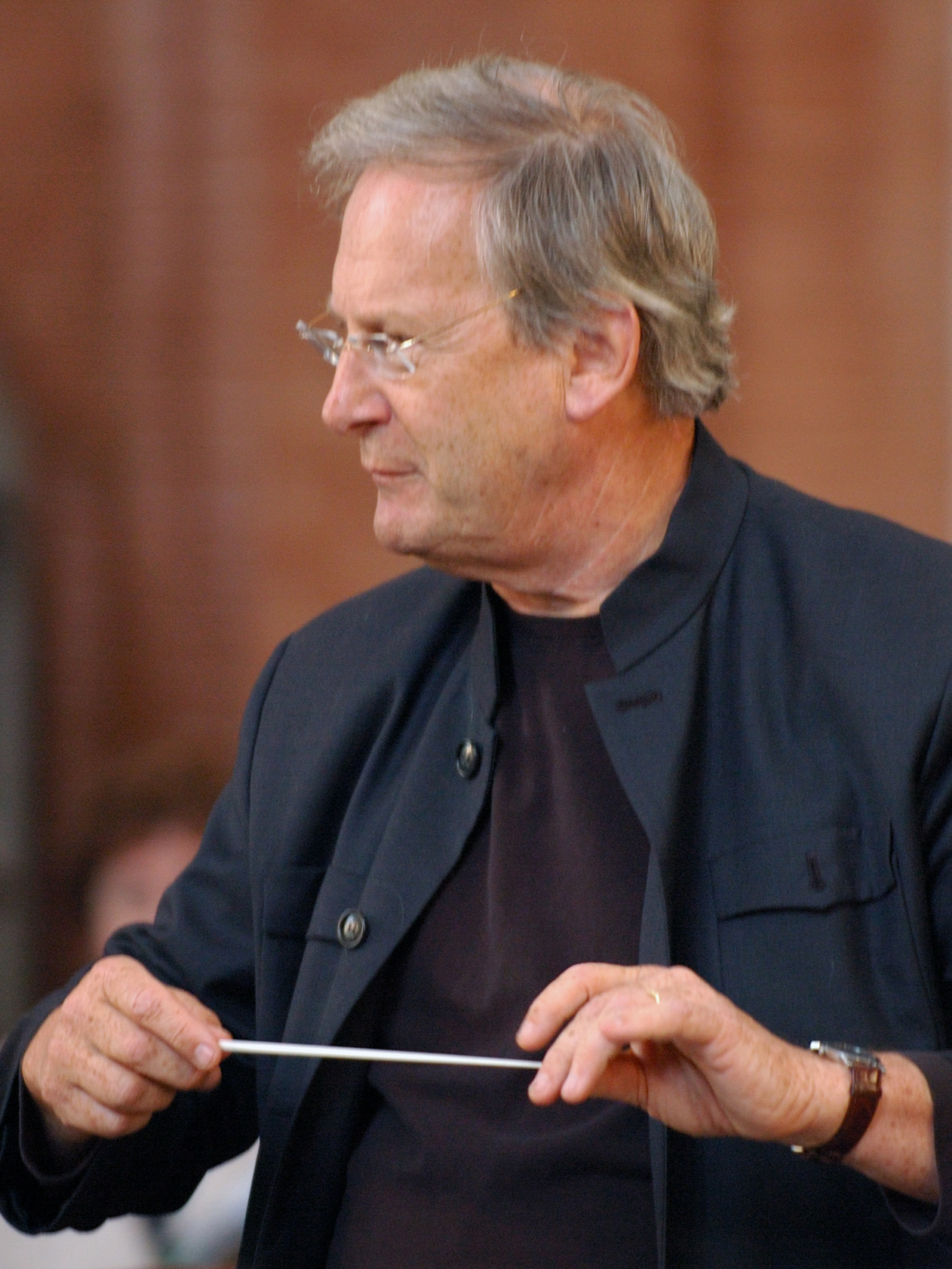
John Eliot Gardiner, 2007

Gardiner, qui a dirigé les trois cantates pour le premier dimanche de l'Avent au cours du « pèlerinage des cantates de Bach » avec le Monteverdi Choir en 2000, décrit le mouvement comme « un madrigal spirituel, capricieux, d'une légère texture et profondément satisfaisant une fois que toutes ses exigences techniques virtuoses ont été atteintes : ces courses difficiles, les divisions et les intervalles chromatiques dans toutes les voix, et les chaînes de figuration en triolets dans les hautbois d'amour et premiers violons à l'unisson. Il compare les motifs haltet ein! (« Arrête! ») dans la partis centrale au Wohin? (« Où ? ») dans l'aria Eilt, eilt de la Passion selon saint Jean.
Les arrangements des trois strophes du choral de Luther sont tous différents, à commencer par le duo pour soprano et alto de la première strophe. Les voix sont doublées par le hautbois d'amour et rendent le texte en sections de longueur différente, avec seize mesures pour le Gott solch Geburt ihm bestellt (« que Dieu a ordonné une telle naissance pour lui ») final. Alfred Dürr note l'expressivité de la musique, en particulier dans les sauts de sixièmes sur la demande urgente nonne komm (« Viens, maintenant »), le rythme syncopé sur des sich alle Welt wundert (« sur lequel tout le monde s'émerveille ») et le chromatisme osé sur le dernier vers. L'aria de ténor reflète Die Liebe zieht mit sanften Schritten (« L'amour s'approche avec de doux pas ») avec le hautbois d'amour comme instrument obbligato, « symbole musical traditionnel de l'amour », faisant allusion à la notion de Jésus comme jeune marié et l'âme comme la mariée, qui est aussi la base pour le cantique de Nicolai qui achève la première partie dans une « vibrante harmonisation en quatre parties ».
L'aria de basse qui commence la seconde partie, Willkommen, werter Schatz! (« Bienvenue, digne trésor! ») montre « des échos du premier mouvement » et évite une structure régulière da capo,. La voix de basse est le vox Christi qui s'adresse à la mariée.
Le geste de bienvenue de la cantate profane semble approprié pour le sentiment exprimé. La strophe suivante du cantique, Der du bist dem Vater gleich (« Toi qui es comme le Père »), sixième strophe du cantique de Luther « face aux péchés de la chair et à la mission du Christ pour racheter l'humanité », est marquée molt' allegro. Le ténor chante la mélodie du choral sans ornement en tant que cantus firmus mais les hautbois d'amour jouent avec « l'urgente flambée d'activité des demi-croches ». Dürr voit l'expression de Kampf und Sieg des Gottessohnes (« combat et victoire du Fils de Dieu ») dans das krank Fleisch (« chair faible/malade ») de l'homme. Gardiner la compare à un mouvement de sonate en trio. Il parle de la dernière aria comme d'« une berceuse de pur enchantement » et la compare à l'« aria écho » de la quatrième partie de l'Oratorio de Noël. Le texte Auch mit gedämpften, schwachen Stimmen (« aussi avec des voix faibles, en sourdine ») est illustré par un solo de violon assourdi (con sordino). Le choral de clôture, dernière strophe de l'hymne de Luther, Lob sei Gott dem Vater ton (« Louange à Dieu, le Père ») est une disposition en quatre parties.

## Enregistrements notables
- Bach Made in Germany Vol. 1 – Cantatas I, Günther Ramin, Thomanerchor, Orchestre du Gewandhaus de Leipzig, Elisabeth Meinel-Asbahr, soliste du Thomanerchor, Rolf Apreck (de), Johannes Oettel, Leipzig Classics 1952
- J.S. Bach: Cantatas BWV 36, BWV 64, Wilhelm Ehmann (de), Westfälische Kantorei, Deutsche Bachsolisten, Maria Friesenhausen, Andrea von Ramm, Johannes Feyerabend, Hartmut Ochs, Cantate 1969
- J.S. Bach: Das Kantatenwerk – Sacred Cantatas Vol. 2, Nikolaus Harnoncourt, Petits Chanteurs de Vienne, Chorus Viennensis (de), Concentus Musicus Wien, soliste des Petits Chanteurs de Vienne, Paul Esswood, Kurt Equiluz, Ruud van der Meer, Teldec 1974
- Bach Made in Germany Vol. 4 – Cantatas VIII, Hans-Joachim Rotzsch, Thomanerchor, Neues Bachisches Collegium Musicum (de), Arleen Augér, Peter Schreier, Siegfried Lorenz, Eterna 1981
- Die Bach Kantate Vol. 61, Helmuth Rilling, Gächinger Kantorei Stuttgart, Bach-Collegium Stuttgart, Arleen Augér, Gabriele Schreckenbach, Peter Schreier, Walter Heldwein, Hänssler (de) 1982
- J.S. Bach: Advent Cantatas, John Eliot Gardiner, Monteverdi Choir, English Baroque Soloists, Nancy Argenta, Petra Lang, Anthony Rolfe Johnson, Olaf Bär, Archiv Produktion (de) 1992
- J.S. Bach: Adventskantaten, Philippe Herreweghe, Collegium Vocale Gent, Sibylla Rubens, Sarah Connolly, Christoph Prégardien, Peter Kooy, Harmonia Mundi France 1996
- Bach: Cantata Advent/Cantata Christmas, Wolfgang Kelber, Heinrich-Schütz-Ensemble München, Monteverdi-Orchester München, Silke Wenzel, Reiner Schneider-Waterberg, Kobie van Rensburg, Christian Hilz, Calig-Verlag 1996
- J.S. Bach: Christmas Cantatas, Kevin Mallon, Aradia Ensemble, Teri Dunn, Matthew White, John Tessier, Steven Pitkanen, Thomas Goerz, Naxos 2000
- Bach Edition Vol. 14 – Cantatas Vol. 7, Pieter Jan Leusink, Holland Boys Choir, Netherlands Bach Collegium, Ruth Holton, Sytse Buwalda, Knut Schoch, Bas Ramselaar, Brilliant Classics 2000
- J.S. Bach: Complete Cantatas Vol. 18, Ton Koopman, Amsterdam Baroque Orchestra, Sandrine Piau, Bogna Bartosz, James Gilchrist, Klaus Mertens, Antoine Marchand 2002
- J.S. Bach: Cantates BWV 36, 39, 106, Christophe Gesseney, Ensemble Vocal Euterpe, Ensemble Baroque du Léman, Natacha Ducret, Catherine Pillonel-Bacchetta, Gilles Bersier, Nicolas Fink, Artlab 2002
- Thomanerchor Leipzig – Das Kirchenjahr mit Bach, Vol. 1: Advent – Cantatas BWV 36, 61, 62, Sigiswald Kuijken, La Petite Bande, Gerlinde Sämann, Petra Noskaiová, Christoph Genz, Jan van der Crabben, Accent 2008
- Bach Made in Germany Vol. 1 – Cantatas I, Georg Christoph Biller, Thomanerchor, Orchestre du Gewandhaus de Leipzig, solistes du Thomanerchor, Christoph Genz, Andreas Scheibner, Rondeau Production 2009
- J.S. Bach: Cantatas Vol. 47, Masaaki Suzuki, Bach Collegium Japan, Hana Blažíková, Robin Blaze, Satoshi Mizukoshi, Peter Kooy, BIS 2010